# Pico Truncado
Pico Truncado ist eine Stadt im Süden Argentiniens. Sie liegt im Departamento Deseado im Nordosten der Provinz Santa Cruz und hat etwa 15.000 Einwohner. Damit ist sie die drittgrößte Stadt der dünn bevölkerten Provinz.

## Geografie
Die Stadt liegt 80 Kilometer westlich der Atlantikküste des Golfo San Jorge auf der patagonischen Meseta. Das Klima ist kühlgemäßigt, trocken und windig, mit relativ kühlen Sommern und kalten Wintern.

## Wirtschaft
Pico Truncado ist das Zentrum einer Gegend, in der Erdöl und Erdgas gefördert werden. Sie ist als „Hauptstadt des Erdgases“ in Argentinien bekannt. Weiterhin ist die Stadt das Dienstleistungszentrum für mehrere kleine Städte und Dörfer der Umgebung.

## Tourismus
Die Stadt selbst und die Umgebung sind zwar touristisch vergleichsweise unattraktiv, in Pico Truncado findet aber das bekannteste Folklorefestival Patagoniens, das Festival Patagónico de Folklore, statt.